# 60 d'Andròmeda
60 d'Andròmeda (60 Andromedae) és una estrella gegant groga-taronja de la constel·lació d'Andròmeda, situada al nord-oest de Gamma d'Andròmeda. 60 d'Andròmeda és la designació Flamsteed tot i que l'estrella també porta la designació Bayer b d'Andròmeda. És prou brillant per ser vista a simple vista amb una magnitud aparent de 4,82. Segons les mesures de paral·laxi realitzades durant la missió Hipparcos, es troba a una distància aproximada de 530 anys llum (160 parsecs) de la Terra.
Se sap que aquest sistema té tres components. El principal és una estrella gegant amb una classificació estel·lar de K3.5 III Ba0.4, és a dir, una sobreabundància de bari ionitzada una vegada s'observa en l'espectre de l'estrella, convertint-la en una estrella de bari. El component secundari és probable que sigui una nana blanca amb un període de 748,2 dies i una excentricitat de 0.34. Hi ha un tercer component en una separació angular de 0.22 segons d'arc.